# Hydroides bifurcatus
Hydroides bifurcatus är en ringmaskart som beskrevs av Pixell 1913. Hydroides bifurcatus ingår i släktet Hydroides och familjen Serpulidae. Inga underarter finns listade i Catalogue of Life.